# São Gabriel Futebol Clube
O São Gabriel Futebol Clube foi um clube brasileiro de futebol, sediado na cidade de São Gabriel, no Estado do Rio Grande do Sul.

## História
O São Gabriel foi fundado no ano de 2000, resultante da fusão da Sociedade Esportiva e Recreativa São Gabriel com o Grêmio Esportivo Gabrielense.
A melhor colocação do clube no campeonato estadual foi o 4º lugar dois anos consecutivos (2002, 2003). Em 2002, o clube participou da Série C, mas foi eliminado logo na 1ª fase após ficar atrás de Ulbra e Brasil de Pelotas no grupo 16. A colocação no campeonato estadual de 2003 deu ao time uma vaga na Copa do Brasil de 2004.[carece de fontes?]
Na primeira fase do mata-mata nacional, o clube eliminou o Figueirense depois de empatar por 2 a 2 jogando em casa e vencer por 1 a 0 em Santa Catarina, classificando-se para a segunda fase onde iria enfrentar o gigante Palmeiras, que tinha jogadores consagrados como o goleiro Marcos, os meias Magrão, Pedrinho e o jovem atacante Vágner Love. Na partida de ida, jogando num Sílvio de Faria Corrêa lotado, o São Gabriel venceu o então campeão da Série B por 2 a 1, com direito a pênalti perdido pela equipe paulista aos 52 minutos do segundo tempo, mas no jogo da volta, em São Paulo, perdeu por 4 a 0 e foi eliminado da competição pelo clube alviverde.
Em 2005, o São Gabriel foi rebaixado para a 2ª divisão do campeonato gaúcho e não conseguiu retornar para a elite do campeonato estadual.[carece de fontes?] Em 2009 se licenciou e em 2013 foi extinto. No mesmo ano em que o São Gabriel Futebol Clube deixou de existir oficialmente, um novo clube foi fundado na cidade: o Esporte Clube São Gabriel, que também manda seus jogos no Estádio Sílvio de Faria Corrêa, mas possui cores diferentes.

## Títulos

### Torneios municipais
- Torneio Cidade de São Gabriel: 2 (2004 e 2006)

### Campanhas de destaque
- Copa do Brasil

: 2004 (2ª fase - 21º lugar)
- Série C: 2002 (1ª fase - 53º lugar)
- Campeonato Gaúcho: 2002 e 2003 (4° lugar)
- Campeonato Gaúcho - Série A2: 2001 (2° lugar)
- Campeonato Gaúcho - 2ª Divisão: 2000 (4º lugar)

## Desempenho
| Ano  | Pos | Pontos | Campeonato       |
| 2000 | 4°  | 70     | Terceira Divisão |
| 2001 | 2°  | 41     | Segunda Divisão  |
| 2002 | 4°  | 52     | Primeira Divisão |
| 2002 | 53° | 3      | Terceira Divisão |
| 2003 | 4°  | 44     | Primeira Divisão |
| 2004 | 21° | 7      | Copa do Brasil   |
| 2004 | 6°  | 41     | Primeira Divisão |
| 2005 | 12° | 12     | Primeira Divisão |
| 2006 | 9º  | 38     | Segunda Divisão  |
| 2007 | 10° | 37     | Segunda Divisão  |
| 2008 | 15° | 19     | Segunda Divisão  |
| 2009 | 23º | 8      | Segunda Divisão  |

## Torcidas Organizadas
- - Torcida Organizada Fúria Jovem
  - Torcida Organizada Garra do Trevo
  - Movimento Popular Bafo na Nuca
  - Terror dos Pampas